# Макото Кобајаши (физичар)
Макото Нагоја (јап. 小林 誠; Нагоја, 7. април 1944) је јапански физичар, који је 2008. године, добио Нобелову награду за физику „за откриће порекла нарушене симетрије која предвиђа постојање најмање три фамилије кваркова у природи”.